# Knud Ahlborn
Knud Ahlborn (* 14. März 1888 in Hamburg; † 9. Mai 1977 in Kampen) zählte zu den wichtigsten Persönlichkeiten der frühen Jugendbewegung. Er war maßgeblich beteiligt am Ersten Freideutschen Jugendtag sowie an der Gründung des Freideutschen Lagers Klappholttal zwischen Kampen und List auf der Insel Sylt und Puan Klent in Rantum auch auf Sylt.

## Leben
Knud Hermann Friedrich Ahlborn war einer von drei Söhnen des Zoologen und Physikers (Strömungsforschers) Friedrich Ahlborn. Als 14-Jähriger unternahm er Wanderungen mit anderen Schülern in der nahegelegenen Heide. So gründete er 1905 den Hamburger Wanderverein als „Selbsterziehungsgemeinschaft höherer Schüler“, aus dem später der Bund Deutscher Wanderer (BDW) hervorging. Ahlborn trat 1908 in den Göttinger Alt-Wandervogel ein und gründete die Akademische Freischar zu Göttingen, die sich mit weiteren Freischaren zur Deutschen Akademischen Freischar (DAF) zusammenschlossen, deren Vorsitzender Ahlborn bis 1917 war.
Einer der ersten Aufrufe zum Meißnertreffen 1913 wurde von Knud Ahlborn unterschrieben. Auf diesem Treffen war Ahlborn für die Leitung und die Feuerrede verantwortlich. Ihm werden auch die Worte der Meißnerformel zugeschrieben, die er zusammen mit den jugendbewegten Ärzten Erwin von Hattingberg und Gustav Franke auf dem Weg zwischen Burg Hanstein und Meißner ausformulierte. Ahlborn wurde auch zum ersten Vorsitzenden des Ausschusses der Freideutschen Jugend gewählt.
Am Ersten Weltkrieg nahm er als Oberarzt im Bayerischen Feldlazarett Nr. 17 teil. Aus dem Felde heraus übernahm er die Schriftleitung der Zeitung Freideutsche Jugend und entwarf einen Verfassungsentwurf für den „Führerrat der Freideutschen Jugend“.
Nach dem Krieg engagierte sich Ahlborn weiter im Sinne der Freideutschen Jugend. In Hamburg mietete er das sogenannte Freideutsche Haus an, in dem ein von ihm mitbegründeter Verlag und deren Zeitung Junge Menschen unterkam. 1919 entdeckte er auf Sylt die ehemaligen Kriegslager Klappholttal und Puan Klent, die er erwarb. Aus dem einen entstand unter Ahlborns Zutun und mit Unterstützung der Stadt Hamburg das Ferienlager Puan Klent, wobei Ahlborn, der eine gesundheitsfördernde Wirkung des Nordseeklimas annahm, ab 1918/19 bestrebt war, unterernährte Kinder und Jugendliche aus Hamburg und Altona in Puan Klent unterzubringen, was ihm ab 1920 gelang. Klappholttal wurde als „freideutsches Lager“ zeitweise ein Sammelort der Freideutschen Bewegung. Das Heim ist noch heute unter dem Namen Nordseeheim Klappholttal existent. Aus der Anlage dieses Heimes entstand die Volkshochschule Klappholttal, seit 1976 Akademie am Meer benannt, als deren Gründer Ahlborn verzeichnet ist. Ihm zu Ehren trägt ein Tagesraum den Namen Ahlbornsaal.
Ahlborn richtete das Lager nach Beginn der Zeit des Nationalsozialismus 1933 nach nationalsozialistischen Gesichtspunkten aus und verbot Juden die Mitgliedschaft. Er selbst trat der SA sowie zum 1. August 1935 der NSDAP bei (Mitgliedsnummer 3.682.076).
Nach Beginn des Zweiten Weltkrieges diente Ahlborn als Truppenarzt zunächst im Westen und später in Russland, wo er zum Stabsarzt befördert wurde. Zum Ende des Krieges wurde er nach Frankreich versetzt. Auf der Flucht geriet er mit einer Sanitätsabteilung in Kriegsgefangenschaft, aus der er 1946 infolge einer Ruhr-Erkrankung entlassen wurde.
Anlässlich des 40. Jahrestages des Meißnertreffens gründete Ahlborn mit Gleichgesinnten die Gilde Hoher Meißner, deren Vorsitz er übernahm. Auf der Insel Sylt engagierte er sich zunehmend im Landschaftsschutz und in Umweltinitiativen. 1953 wurde dort unter seinem Einfluss die fkk-jugend – Bund der Lichtscharen gegründet. Anlässlich des 40. Jahrestages von Klappholttal, wurde ihm vom damaligen Bundespräsidenten Theodor Heuss am 5. Juni 1959 das Bundesverdienstkreuz am Bande verliehen. Oktober 1963 nahm er mit der Gilde Hoher Meißner und der fkk-jugend am dritten Freideutschen Jugendtag teil. Ahlborn wurde 1977 beigesetzt auf dem Friedhof der Inselkirche St. Severin (Keitum). Sein Nachlass befindet sich im Archiv der deutschen Jugendbewegung auf der Burg Ludwigstein.